# Boston Marathon 1900
De Boston Marathon 1900 werd gelopen op donderdag 19 april 1900. Het was de vierde editie van deze marathon. In totaal startten er 29 marathonlopers, waarvan er 26 de finish haalden. 
De eerste drie aankomenden kwamen allen uit Canada, waarvan Jack Caffery het snelste was in een parcoursrecord van 2:39.44. Grant en Brignolia, die beiden favoriet waren voor de overwinning, hadden te kampen met kramp. In vergelijking met de opvattingen vanaf 1908 dat de marathon een lengte hoorde te hebben van 42,195 km, was het parcours te kort. Het was namelijk tussen de 37 en 38,8 km lang.

## Uitslagen
| rang   | naam            | land | tijd    |
| ------ | --------------- | ---- | ------- |
| Goud   | Jack Caffery    | CAN  | 2:39.44 |
| Zilver | W. Sherring     | CAN  | 2:41.31 |
| Brons  | Fred Hughson    | CAN  | 2:49.08 |
| 4      | J. B. Maguire   | USA  | 2:51.36 |
| 5      | James Fay       | USA  | 2:55.07 |
| 6      | Thomas J. Hicks | USA  | 3:07.19 |
| 7      | B.F. Sullivan   | USA  | 3:13.20 |
| 8      | Dick Grant      | USA  | 3:13.57 |

1897 ·
1898 ·
1899 ·
1900 ·
1901 ·
1902 ·
1903 ·
1904 ·
1905 ·
1906 ·
1907 ·
1908 ·
1909 ·
1910 ·
1911 ·
1912 ·
1913 ·
1914 ·
1915 ·
1916 ·
1917 ·
1918 ·
1919 ·
1920 ·
1921 ·
1922 ·
1923 ·
1924 ·
1925 ·
1926 ·
1927 ·
1928 ·
1929 ·
1930 ·
1931 ·
1932 ·
1933 ·
1934 ·
1935 ·
1936 ·
1937 ·
1938 ·
1939 ·
1940 ·
1941 ·
1942 ·
1943 ·
1944 ·
1945 ·
1946 ·
1947 ·
1948 ·
1949 ·
1950 ·
1951 ·
1952 ·
1953 ·
1954 ·
1955 ·
1956 ·
1957 ·
1958 ·
1959 ·
1960 ·
1961 ·
1962 ·
1963 ·
1964 ·
1965 ·
1966 ·
1967 ·
1968 ·
1969 ·
1970 ·
1971 ·
1972 ·
1973 ·
1974 ·
1975 ·
1976 ·
1977 ·
1978 ·
1979 ·
1980 ·
1981 ·
1982 ·
1983 ·
1984 ·
1985 ·
1986 ·
1987 ·
1988 ·
1989 ·
1990 ·
1991 ·
1992 ·
1993 ·
1994 ·
1995 ·
1996 ·
1997 ·
1998 ·
1999 ·
2000 ·
2001 ·
2002 ·
2003 ·
2004 ·
2005 ·
2006 ·
2007 ·
2008 ·
2009 ·
2010 ·
2011 ·
2012 ·
2013 ·
2014 ·
2015 ·
2016 ·
2017 ·
2018 ·
2019 ·
2020 ·
2021 ·
2022